# Adelchi Negri

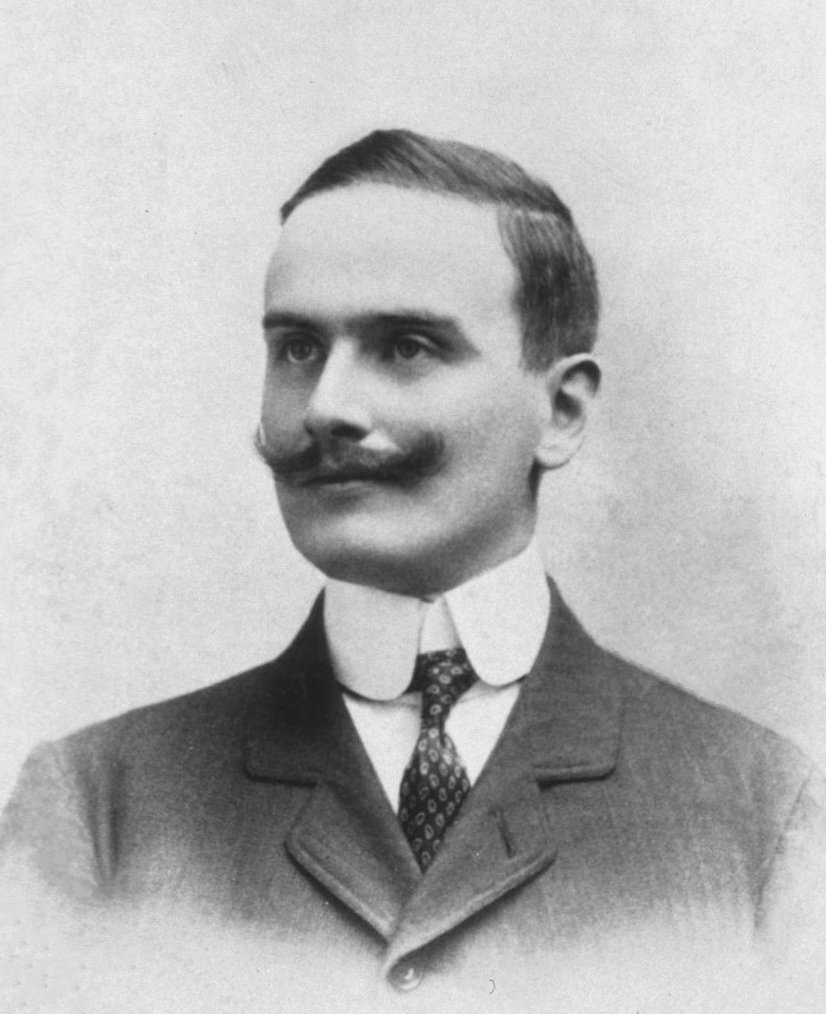
Adelchi Negri

Adelchi Negri (Perugia, 2 de agosto de 1876 – Pavia, 19 de fevereiro de 1912) foi um patologista e microbiólogo italiano. 

## Biografia
Negri estudou medicina e cirurgia na Universidade de Pavia, onde foi discípulo de Camillo Golgi (1843–1926). Após sua graduação em 1900, tornou-se-lhe assistente em seu instituto. Em 1909 Negri veio a se tornar professor de bacteriologia, e primeiro instrutor oficial desta matéria em Pavia. Morreu três anos depois, vítima da tuberculose, com apenas 35 anos.
Em sua breve carreira realizou extensas pesquisas em histologia, hematologia, citologia, protozoologia e higiene. Em 1903 identificou os corpúsculos virais que lhe são epônimos: corpúsculo de Negri - localizados em células corticais dos cérebros de animais infectados pelo vírus da raiva - embora, por conta disto, tenha erroneamente descrito o agente patológico da raiva como um parasita protozoário. Poucos meses depois, Paul Remlinger (1871–1964), do Instituto Bacteriológico Imperial de Constantinopla descreveu corretamente a etiologia não como um protozoário, mas um vírus.